# Victor Fontan
Victor Fontan (nascido em Pau, França, 18 de junho de 1892, falecido em Saint-Vincent em 2 de janeiro de 1982 ) foi um ciclista francês que liderou o Tour de France de 1929, mas desistiu depois de bater nas portas à noite para pedir outra bicicleta. Sua situação levou a uma mudança de regras para evitar que isso aconteça novamente. Ele também foi um dos três homens que vestiram a camisa amarela da liderança no mesmo dia, a única vez que isso aconteceu.

## Antecedentes
Victor Fontan nasceu em Pau, mas mudou-se para a comuna vizinha de Nay, Pyrénées-Atlantiques quando jovem. Seu pai era fabricante de tamancos. Fontan se casou com uma garota local, Jeanne Larquey, mas não podia sair com ela sem uma acompanhante, a mãe de Marcel Triep-Capdeville, mais tarde prefeito de Nay. O casal teve um filho, Francis, que se tornou cirurgião cardíaco em Bordeaux, e uma filha, Gaby, professora em Pau. Fontan passou o início de sua carreira em corridas locais perto dos Pirenéus Ele competiu em 1910, tornou-se profissional em 1913, depois lutou na Primeira Guerra Mundial . Ele foi baleado duas vezes em uma perna.  Na desmobilização em 1920, ele voltou a correr e se tornou o melhor piloto do sudoeste. Ele relutava em correr longe de casa, o que o tornava pouco atraente para os patrocinadores nacionais .

## Tour de France

### 1924: um participante individual
Fontan participou do Tour de France de 1924 como participante individual, mas não terminou. Ele era considerado velho demais para uma competição tão intensa, além de ser prejudicado por ser menos conhecido fora do sudoeste .

### 1928: uma vitória nas montanhas
Ele participou da corrida de 1928 para um patrocinador local, a empresa élfica de bicicletas . Sua equipe era tão pobre que ele perdia tempo cuidando dos outros. Ele não podia deixá-los sozinhos porque os sete estágios planos foram executados como contra-relógio de equipe, o organizador, Henri Desgrange, ainda tentando encontrar uma maneira de impedir que os pilotos tomassem grande parte de cada dia de forma constante e corressem apenas conforme eles aproximou-se do fim. O historiador americano Bill McGann escreveu:
Desgrange ... queria que o Tour de France fosse uma competição em que o esforço individual implacável no caldeirão da competição intensa resultasse no teste supremo do corpo e da vontade do atleta. Desgrange estava convencido de que as equipes estavam se unindo para definir o resultado da corrida. Na melhor das hipóteses, mesmo que fossem honestos, eles ajudaram um piloto mais fraco a se sair bem. Ele também sentiu que nas etapas planas os pilotos não se esforçaram, economizando energia para as montanhas.
A regra não só separava times fracos dos fortes. Favorecia pilotos fracos que podiam ser puxados por companheiros de equipe mais fortes e pilotos fortes com deficiência, como Fontan, desacelerado por ter poucos pilotos bons para compartilhar o ritmo. Somente quando as corridas individuais foram permitidas conforme o Tour se aproximava das montanhas, Fontan pôde cavalgar em seu próprio nível . Ele venceu a etapa do Les Sables d'Olonne, que entrou em campo a pouca distância dos Pirenéus em Bordeaux . Os Pirenéus eram as suas subidas locais mas estava tão atrás dos líderes – 1h 45m – que os favoritos o desconsideraram quando partiu sozinho de Hendaye, na fronteira espanhola, para Luchon . Ele levou sete minutos sobre Nicolas Frantz, de Luxemburgo.
Fontan terminou em sétimo em Paris, 5h 7m 47s atrás de Frantz, que liderou do começo ao fim. Mas deduza o tempo em que Fontan foi atrasado por sua equipe em comparação com a força da equipe Alcyon de Frantz e as posições poderiam ter sido invertidas.

### 1929: angústia da camisa amarela
O Tour de France de 1929 teve 22 etapas, a mais longa com 366 km, e durou 5.257 km. Os contra-relógios da equipe foram descartados em todos os estágios, exceto três, exceto como uma ameaça, caso qualquer estágio seja percorrido com menos de 30 km/h . Fontan montou como participante individual. Livre de cuidar dos outros, recebeu a camisa amarela como líder da classificação geral do Bordeaux, onde havia vencido uma etapa no ano anterior. Um problema único enfrentou os organizadores porque Frantz e André Leducq estavam no mesmo grupo da frente e os três tinham o mesmo tempo decorrido. Pela única vez no Tour de France, a camisa amarela foi entregue a três pilotos no mesmo dia.
A novidade durou apenas um dia. Gaston Rebry escapou no dia seguinte com outros dois e assumiu a liderança, embora os três líderes anteriores estivessem agora em segundo lugar. Um dia depois, Fontan estava de volta à liderança . Ele vestiu a camisa amarela novamente por uma etapa de 323 km que começou antes do nascer do sol. Ele andou sete quilômetros e depois caiu. Alguns relatos dizem que ele caiu em uma sarjeta, outros que foi derrubado por um cachorro. A queda quebrou seus garfos dianteiros e o resto da corrida passou. Fontan tinha o direito de andar com uma bicicleta substituta, mas apenas se pudesse mostrar aos juízes o dano irreparável.
Os juízes foram aprovados e Fontan não tinha uma segunda moto. Ele chegou a uma aldeia e caminhou de casa em casa, batendo nas portas antes do amanhecer para pedir uma . Quando um aldeão obedeceu, Fontan partiu pelos Pirenéus com sua bicicleta quebrada nas costas. Eventualmente, tornou-se demais e ele desistiu às 6 da manhã . Ele se sentou perto de uma fonte de aldeia em Saint-Gaudens e soluçou. Foi a primeira turnê a ser coberta pelo rádio e ele foi encontrado lá por Jean Antoine e Alex Virot do L'Intransigeant, que estavam transmitindo para a Radio Cité. A gravação dos soluços de Fontan foi transmitida pouco menos de duas horas depois de ocorrido e levou Louis Delblat, do Les Echos des Sports, a escrever:
Como um homem pode perder o Tour de France por causa de um acidente com sua bicicleta? Eu não consigo entender. A regra deve ser alterada para que um piloto sem chances de vitória entregue sua bicicleta ao líder, ou seja, um carro com várias bicicletas sobressalentes. Você perde o Tour de France quando encontra alguém melhor do que você. Você não o perde por causa de um acidente estúpido com sua máquina. No ano seguinte, Desgrange modificou as regras.

## Aposentadoria e memorial
Fontan disputou o Tour pela seleção francesa em 1930, depois que Desgrange acabou com as equipas patrocinadas (veja a nota abaixo). Ele era velho demais para fazer a diferença e se aposentou para administrar uma empresa de transportes. Ele é homenageado com uma placa em sua casa na Place de la République, em Nay, perto de La Maison Carree . Ele está enterrado com seu filho Francisco no cemitério do outro lado do rio Gave. O ex-prefeito, Maurice Triep-Capdeville, disse que a região produz alpinistas, como Fontan e Raymond Mastrotto, em vez de velocistas .
Você tem que reconhecer que os sprints são perigosos. Você tem que ter vista , seja astuto. Mas as montanhas, elas são o grande cara a cara. Eles colocam o acabamento no topo das montanhas porque, lá em cima, não tem dó. Sem eles, seria uma quermesse flamenga!

## Principais resultados
- 1913
  - Tolosa-Burdeos
- 1923
  - Volta a Corrèze
  - Tour do Sudoeste
  - Volta a Guipuzkoa
- 1926
  - Volta à Catalunha , mais 3 etapas
  - Burdeos-A Rochelle
  - San Pedro de Irún
- 1927
  - Volta à Catalunha , mais 2 etapas
  - Volta no País Basco, mais 1 etapa
  - Circuito de Midi
  - Circuito de Bearne, mais 2 etapas
  - Volta a Astilla
- 1928
  -     - 2 etapas ao Tour de France
- 1929
  - Pequeno Tour do Sudeste
- 1930
  - Volta a Corrèze
  - Grande Prêmio da cota de Prata

### Resultados ao Tour de France
- 1924. Abandona (5.ª etapa)
- 1928. 7.º da classificação geral e vencedor de 2 etapas
- 1929. Abandona (10.ª etapa)
- 1930. Abandona (9.ª etapa)

### Resultados do Giro de Itália
- 1928. 4.º da classificação geral